# C22H18
化学式C22H18（摩尔质量：282.38 g/mol）可能指：
- 3,6-二甲基胆蒽，CAS号：85923-37-1
- 3-乙基胆蒽，CAS号：7511-54-8

|  | 这个同类索引页列出了具有相同分子式的化学物（即同分異構體）条目。 除非您是有意链接至本页，否则应将相应条目的内部链接指向正确的条目。 |